# MS&AD Insurance Group Holdings
Die MS&AD Insurance Group Holdings K.K. (japanisch MS&ADインシュアランスグループホールディングス株式会社 MS&AD Inshuaransu Gurūpu Hōrudingusu Kabushiki-gaisha) ist die Dachgesellschaft einer japanischen Versicherungsgruppe mit der Kurzbezeichnung MS&AD Insurance. Die Gruppe entstand aus der früheren Mitsui Sumitomo Insurance Group Holdings, welche am 1. April 2008 den Zusammenschluss mit den Versicherungsgesellschaften Aioi Insurance Co. Ltd. und Nissay Dowa General Insurance Co. Ltd. vereinbarte. Die Umbenennung in die heutige Firma erfolgte am 1. April 2010.
MS&AD Insurance ist in mehr als 40 Ländern aktiv und war 2015 mit einem nationalen Marktanteil von 33 % die größte Versicherungsgruppe Japans sowie eine der größten Asiens. Die Holding beschäftigt 329 Angestellte (Stand: 31. März 2017), die gesamte Gruppe hat über 40.000 Mitarbeiter. Das eingezahlte Gesellschaftskapital beläuft sich auf 100 Mrd. Yen. Mit einem Umsatz von 49,2 Mrd. US-Dollar (Stand: 31. März 2017) liegt MS&AD Insurance in der Rangliste Fortune Global 500 der umsatzstärksten Unternehmen weltweit auf Platz 188. Das Unternehmen ist an den Börsen von Tokio und Nagoya notiert (Börsencode: 8725) und im Börsenindex Nikkei 225 gelistet. Vorstandsvorsitzender der Holding ist Hisahito Suzuki, Präsident und CEO ist Yasuyoshi Karasawa.

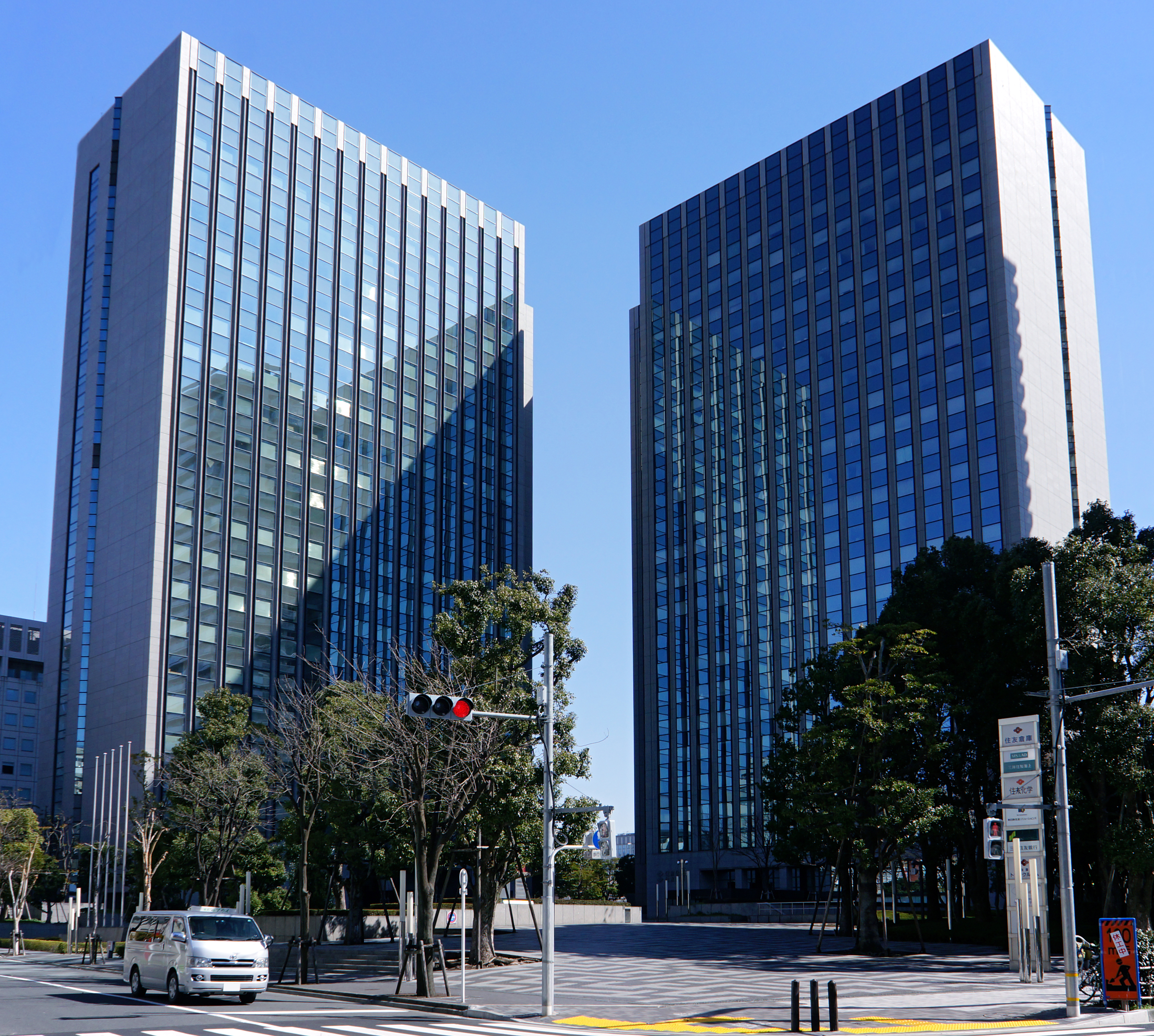
Tokyo Sumitomo Twin Building

Der Hauptsitz der Gruppe befindet sich im Westturm des Tokyo Sumitomo Twin Building, das im Bezirk Chūō der Präfektur Tokio steht.

## Geschichte
Im Jahr 2015 wurde für 5,3 Mrd. US-Dollar der britische Versicherer Amlin übernommen. Im August 2017 wurde die Übernahme der First Capital Insurance, dem größten Immobilien- und Unfallversicherer Singapurs, von Fairfax Financial für 1,6 Mrd. US-Dollar vereinbart. Im Herbst 2017 vereinbarte MS&AD Insurance eine Beteiligung von 5 % an der britischen Tochter ReAssure des Schweizer Rückversicherers Swiss Re sowie deren Aufstockung innerhalb von drei Jahren auf bis zu 15 %.

## Struktur
MS&AD Insurance gliedert sich heute in folgende Bestandteile:
- Aioi Nissay Dowa Insurance Co., Ltd. (ADI): entstanden 2010 durch Zusammenschluss von Aioi Insurance Co., Ltd. (ein Joint Venture von Toyota mit seiner Tochter Toyota Financial Services) und Nissay Dowa General Insurance Co., Ltd., spezialisiert auf Nichtlebensversicherungen, es bestehen traditionell enge Verbindungen mit der Toyota Group und Nippon Life Group (Nissay)
- Mitsui Sumitomo Insurance Co., Ltd. (MSI): weltweit im Bereich Nichtlebensversicherungen und Finanzdienstleistungen aktiv
- Mitsui Direct General Insurance Co., Ltd. (Mitsui Direct): Direktversicherer per Internet und Telefon, spezialisiert auf freiwillige Kraftfahrzeugversicherungen
- Mitsui Sumitomo Aioi Life Insurance Co., Ltd. (MSI Aioi Life): spezialisiert auf Lebensversicherungen, entstanden 2011 durch Zusammenschluss von Mitsui Sumitomo Kirameki Life Insurance Co., Ltd. und Aioi Life Insurance Co., Ltd.
- Mitsui Sumitomo Primary Life Insurance Co., Ltd. (MSI Primary Life): 2011 umfirmierte ehemalige Mitsui Sumitomo MetLife Insurance Co., Ltd., spezialisiert auf Lebensversicherungen, der Vertrieb erfolgt über Finanzinstitute (over the counter)

Angegliedert sind der Gruppe weitere acht spezielle Dienstleister:
- InterRisk Research Institute & Consulting, Inc.: Risikenberatung, auch für Unternehmen und Behörden
- MS&AD Business Support Co., Ltd.: stellt interne Infrastrukturen bereit, zum Beispiel Druck, Logistik, Mitarbeiterbetreuung, Immobilienmanagement
- MS&AD Staffing Service Co., Ltd.: Personalwesen
- MS&AD Systems Co., Ltd.: gruppeninterne informationstechnische Dienste
- MS&AD Business Service Co., Ltd.: Verträgeverwaltung, Formulargestaltung und anderes
- MS&AD Research Institute Co., Ltd.: Forschung in den Themenfeldern Sozialökonomie und Risiken
- MS&AD Loan Services Co., Ltd.: gruppeninterne Dienste in den Bereichen Darlehen, Hypothekarabsicherung, Kreditversicherung
- Anshin Dial Co., Ltd.: Callcenter

## Aktionärsstruktur
Mit Stand vom 31. März 2025:
| Aktionär                                            | Anzahl Aktien | Anteil in % |
| The Master Trust Bank of Japan, Ltd.(Trust account) | 242,242,300   | 15.99       |
| Nippon Life Insurance Company                       | 108,975,774   | 7.19        |
| TOYOTA MOTOR CORPORATION                            | 105,551,899   | 6.97        |
| Custody Bank of Japan, Ltd.                         | 81,676,644    | 5.39        |
| JP MORGAN CHASE BANK                                | 35,906,631    | 2.37        |
| STATE STREET BANK AND TRUST COMPANY                 | 29,879,589    | 1.97        |
| STATE STREET BANK WEST CLIENT                       | 27,903,337    | 1.84        |
| JPMorgan Securities Japan Co., Ltd.                 | 19,476,045    | 1.29        |
| JP MORGAN CHASE BANK                                | 18,411,730    | 1.22        |
| Sumitomo Life Insurance Company                     | 18,231,300    | 1.20        |
| Gesamt                                              | 688,255,249   |             |